# Pisciatello
Le Piscatello est un petit fleuve du Nord de l'Italie, en Émilie-Romagne. Il se transforme rapidement en torrent quand il pleut sur les montagnes toutes proches, là où il prend sa source.

## Géographie
Il prend sa source à 380 m d’altitude près de Strigara (hameau de Sogliano al Rubicone). Sa longueur est de 36 km et son bassin est de 117 km2.
Pour arriver dans la vallée, il passe à Montecodruzzo, Ardiano, Sorrivoli, Monte Farneto, Monteleone, Montiano et Calisese (là il perd le nom de Rubicon pour celui de Pisciatello). Arrivé en plaine, il poursuit son chemin vers la mer, traverse la Via Emilia au pont de San Lazzaro et arrive finalement dans le territoire du Quartiere Al Mare et traverse Ponte-Pietra. Là son lit devient parallèle à la route N.304 qui mène à Cesenatico, touche les territoires de Ponte Pietra, Ruffio, Villa Casone et Macerone. Finalement, après avoir traversé les fractions de Bagnarola et Sala di Cesenatico, il arrive à Gatteo a Mare comme deux autres torrents, la Rigossa et le Fiumicino, et ils se jettent dans la Mer Adriatique.
Sur la photographie, la rivière présente son caractère hivernal avec peu d'eau. Sur sa droite, on remarque la piste cyclable et piétonnière qui mène de Cesena à Cesenatico (la Via Rubicone).

## Controverse
Le Piscatello est souvent assimilé au Rubicon.
Tous les deux prennent leur source sur la même montagne, sur la commune de Sogliano al Rubicone. Ils descendent parallèlement, chacun dans sa vallée respective, pour se rejoindre à Gatteo a Mare (commune de Gatteo) au bord de l'Adriatique entre Rimini et Cesenatico.
- Sur certaines cartes, existait une rivière Urgon qui en dialecte signifie Rubicon et qui actuellement est reconnue sous le nom de Pisciatello.

- La cité actuelle de Savignano sul Rubicone s'appelait Savignano di Romagna jusqu'en 1933. Benito Mussolini, pour arrêter les discussions, décréta que la rivière de Savignano serait le vrai Rubicon[1].